# 前田泰宏
前田 泰宏（まえだ やすひろ、1964年1月2日 - ）は、日本の経産官僚。

## 略歴
兵庫県出身。淳心学院中学校・高等学校を経て、1988年に東京大学法学部卒業、通商産業省（現・経済産業省）入省。
1995年-1996年ジョンズ・ホプキンズ大学留学、1996年5月大臣官房総務課課長補佐、1997年7月大臣官房政策評価広報課課長補佐、1998年6月資源エネルギー庁公益事業部業務課課長補佐、1999年6月機械情報産業局電子政策課課長補佐、2001年1月商務情報政策局情報政策課課長補佐、2002年7月大臣官房企画課課長補佐、2003年6月大臣官房政策評価広報課課長補佐。2004年6月製造産業局政策企画官、2005年1月（併）製造産業局ものづくり政策審議室長、同年8月製造産業局素形材産業室長。2007年7月商務情報政策局文化情報関連産業課長、2008年7月商務情報政策局情報経済課長、2009年9月内閣府特命担当大臣（行政刷新）公務員制度改革担当大臣参事官、2010年1月内閣府特命担当大臣（行政刷新）公務員制度改革担当大臣国家戦略担当大臣参事官、同年6月内閣官房長官秘書官、2011年1月商務情報政策局サービス政策課長、2012年8月製造産業局自動車課長、2014年7月経済産業大臣官房政策評価広報課長。2015年7月経済産業省大臣官房審議官（商務情報政策局担当）、2018年7月中小企業庁次長を経て、2019年7月5日中小企業庁長官。
2021年7月、経済産業省退官。

## 人物
若いころから将来の幹部候補といわれ、ITと産業、人材、国と地域のあり方を追求、「現場主義」である。自身のことを「圧倒的少数派」と言い、関西弁で話し歯に衣を着せない発言は時に過激と受け取られるが、考え方や洞察は正鵠を射ていると定評がある。
前民進党代議士の福島伸享（のぶゆき）によると「（1993年当時）僕たちは電力業界と喧嘩しているのだから背中から刺されないようにしないといけない、というのが前田さんの教えでした。だから僕らはいまだにゴルフも麻雀もやらない。女性を伴う接待も受けない。それらを徹底し、改革をやり遂げたら、次はいよいよ政治改革だ」といい、前田の行政官としての信条の一旦が窺える（文芸春秋2020年8月号『「持続化給付金」と経産省の暗闘』にて）。
2008年、経済産業省は北海道洞爺湖サミットに関連し、「構造変化と日本経済」専門調査会を立ち上げ、報告書「グローバル経済に生きる―日本経済の『若返り』を―」の中で、10年後のわが国の経済社会の姿として「開放的なプラットフォーム」の構築と「魅力ある経済システム」へのパラダイムシフトを打ち出した。また、サミットで政府が提案した長期目標「温室効果ガス排出量の半減」の実現のため、ITを活用した経済構造改革に向けた「2050研究会」が立ち上がったが、同研究会では欧米とほぼ同じ時期にスマートシティやスマートグリッドなどの戦略を検討していた。これら一連の施策を安倍首相時代にお膳立てしたブレーンの1人が前田と言われる。
自動車産業課長時代には自動車産業の最前線で活躍。「理屈」より「現場」を重視し、2015年時点は2,000 社への企業訪問を実行、「現場中心主義で政策をつくる人」「スケールが大きい政策を作る人」と評される。
商務情報政策局サービス政策課長時代のアイデアや行動力が買われ、中小企業庁長官当時の安藤久佳が前田を同庁次長に据えた。行政のデジタル・トランスフォーメーション施策では、「3つの逆転に挑む」「過去の施策の不徹底さにけりをつける」「まずは中小企業政策で、未来の行政のあり方を先取りするようなサービスを打ち出したい」などを語っている。

### 報道等
パーティーへの電通関係者参加
週刊文春2020年6月11日号において、2017年に公務でアメリカ合衆国を訪れた際、テキサス州オースティンで行われる世界最大級の都市巻き込み型イノベーションイベント・サウス・バイ・サウスウエスト（SXSW）の会場近くのアパートに民泊し、「やや私的な」パーティを行った。そこに、経済産業省の事業を請け負うサービスデザイン推進協議会の理事を務める、元電通社員が出席しており関係性に疑義があると報じられた。
宿泊者への案内状に「飲み放題・食べ放題、6泊雑魚寝宿泊、女子部屋あり、21万円」とあり、経済産業省幹部としての行動を問う記載もあった。行政学専攻の西尾隆（国際基督教大学特任教授）は「利害関係者と食事することは、国家公務員倫理法第1条違反である可能性もあり、本件のように海外のアパートでのパーティーの場合、完全に法の趣旨に反している」と指摘した。
2020年6月11日の参議院予算委員会において「知人がシェアハウスを借りて宿泊しようとしていたので、自分も21万円を支払って参加した」「世界的なイノベーションのイベントに、IT、ヘルスケア等の先進動向の視察のため参加した」と答弁した。
国会答弁
2020年6月12日の参議院決算委員会での日本共産党・山添拓議員による質疑においては、「（前田ハウスという呼称に対して）今となっては軽率だと思うが、そういう名称になった。ちょっと反省している」「パーティーでの接触はありましたが、国家公務員倫理法に触れる行為はしていない」と疑惑を否定した。同日の衆議院経済産業委員会で、梶山弘志経産相は「誤解を受けるような行動は軽率」としながらも、「国家公務員倫理規程には違反しないと聞いている」とし、法的な問題はないとの認識を明らかにした。
2020年6月24日の衆議院経済産業委員会の質疑において、日本共産党・笠井亮委員から、経産省が募集・派遣した11社による展示が行われていた現地の「トレードショー」（見本市）の開幕日朝に帰国していたことが指摘された。翌25日の参議院経済産業委員会において「トレードショー参加の『飛躍Next Enterprise』視察はトレードショー開催前に内覧で行った」と答えている。
自動車メーカーからの飲食接待
2012年から2014年にかけての経済産業省製造産業局自動車課長在任中、自動車メーカーから繰り返し接待を受けていたことが指摘され、内規に基づき処分を受けたと報じられた（毎日新聞）。

## 講演歴
- Cloudforce Japan - 「エコポイント」用システムの共同構築事例（2009年9月15日、東京都内）[21]
- テレワークJAPAN「テレワークJAPANシンポジウム2012」（2012年4月24日、東京都内）[22]
- 東出雲町商工会「日本の自動車産業のゆくえと地方企業の闘い方」（2015年2月10日、くにびきメッセ：島根県）[10]
- 経済産業新報社「IoTイニシアティブ2015」（2015年12月4日、六本木泉ガーデンギャラリー：東京都）[23]
- 「MIE戦略経営塾」 - 講師（2016年9月7日、プラザ洞津：三重県）[24]
- ITpro EXPO 2017 - 特別講演『2020年に向け変貌する情報セキュリティと企業に求められる対応』（2017年10月12日、東京ビッグサイト）[25]
- 経済産業省北海道経済産業局「バイオ×デジタル」カンファレンス - パネルディスカッション『バイオ×デジタルが拓く未来』（2017年10月13日、ACU-A Room A：札幌市）[26]
- 沖縄総合事務局『0次産業革命 日本から世界へ～30年先の中小企業の未来～』（2018年6月1日、沖縄総合事務局：沖縄県）[27]
- 福島県会津若松市「IoT・ICTフェア ～150年先の街づくり、会津若松市の挑戦～」 - 基調講演（2018年11月2日、会津大学：福島県）[28]
- PrintNext2020 - 基調講演『0次産業革命とは』（2020年2月17日、秋田市文化会館：秋田県）[29]